# Arnold Reisberg
Arnold Reisberg (1904-1980) est un historien marxiste austro-polonais rescapé du Goulag et des purges staliniennes.

## Biographie
Né dans une famille juive (son père enseignait dans des écoles juives du baron Maurice de Hirsch), Arnold Reisberg fit ses études à l'université de Vienne où il présenta en 1927 une thèse intitulée Les liens économiques de l'Autriche et de l'Allemagne de 1840 à 1848 (Der wirtschaftliche Anschluss Österreichs an Deutschland in den Jahren 1840–1848) et obtint son doctorat en 1928.
En 1923, avec Alfred Klahr et Arnold Deutsch, il adhère à la Jeunesse communiste d'Autriche, puis, l'année suivante, il rejoignit le Parti communiste d'Autriche, dont il dirigea le département de propagande jusqu'en 1932. Il fut l'un des organisateurs des Écoles ouvrières marxistes (Marxistische Arbeiterschule, connues sous le sigle MASCH) du  KPÖ et il devint en 1932 le rédacteur en chef de la revue théorique de son parti, Der Kommunist.
De 1927 à 1934, Reisberg fut emprisonné à plusieurs reprises et expulsé après la guerre civile autrichienne de 1934. En Tchécoslovaquie, à Brno, il organisa des stages pour le Republikanischer Schutzbund. Le 22 décembre 1934, il arriva en Union soviétique, où il avait été envoyé par son parti : il travailla comme conférencier à l'École internationale Lénine sous le pseudonyme de Bruno Braun et en devint le responsable du secteur autrichien. Il a également enseigné à l'université communiste des minorités nationales de l’Ouest (KUNMZ)
Accusé de « déviations », Reisberg fut renvoyé de l'école et exclu du  KPÖ , puis, en avril 1937 il fut arrêté et condamné en juillet de la même année à cinq ans de prison pour propagande antisoviétique en vertu de l'article 58 du code pénal de la RSFSR. Comme la fin effective de son emprisonnement se situait dans la période qui suivait l'invasion allemande de l'Union soviétique, Reisberg est resté emprisonné dans un camp de Sibérie orientale sur le fleuve Kolyma jusqu'à la fin de la guerre, où il travailla pour Dalstroï. Ce n'est qu'en 1943 que son épouse, qui s'était installée avec leur fils à Iegorievsk, reçut une lettre de lui.
Sorti du Goulag, il s'établit dans l'oblast de Kalinine en 1946 mais il fut arrêté à nouveau en 1949 parce qu'il avait déménagé sans autorisation des autorités avec sa femme à Aleksandrov, à la limite de la zone réglementée de Moscou. Il fut de nouveau exilé en Sibérie et sa peine ne fut levée qu'en 1954. Il devint alors professeur d'allemand à Mossalsk, dans l'oblast de Kalouga. L'Autriche ayant refusé son retour (lui et sa femme étaient devenus citoyens soviétiques), il travailla à Berlin-Est pour l'Institut für Marxismus-Leninismus beim Zentralkomitee der SED (de).

## Apport
L'œuvre de Reisberg comprend de nombreux ouvrages importants sur Lénine, dont un texte fut publié dans L'espace, la terre, les hommes (à partir de l'édition de 1968), ouvrage destiné à la jeunesse de la RDA et qui fut tiré à plus de 4 millions d'exemplaires entre 1954 et 1974.
Son livre Februar 1934. Hintergründe und Folgen est l'un des ouvrages de référence sur la guerre civile autrichienne.

## Distinction
- Ordre du mérite patriotique
- Bannière du Travail